# Lomaria pimpinellifolia
Lomaria pimpinellifolia là một loài dương xỉ trong họ Blechnaceae. Loài này được Hook.f. mô tả khoa học đầu tiên năm 1844.
Danh pháp khoa học của loài này chưa được làm sáng tỏ. 